# Tlachiquilillacapa
Tlachiquilillacapa är en ort i Mexiko.   Den ligger i kommunen Tamazunchale och delstaten San Luis Potosí, i den sydöstra delen av landet, 200 km norr om huvudstaden Mexico City. Tlachiquilillacapa ligger 317 meter över havet och antalet invånare är 543.
Terrängen runt Tlachiquilillacapa är kuperad åt nordost, men åt sydväst är den bergig. Runt Tlachiquilillacapa är det ganska tätbefolkat, med 56 invånare per kvadratkilometer. Närmaste större samhälle är Tamazunchale, 11,0 km nordost om Tlachiquilillacapa. I omgivningarna runt Tlachiquilillacapa växer huvudsakligen savannskog.